# Verneuil-en-Bourbonnais
 Verneuil-en-Bourbonnais  là một xã ở tỉnh Allier thuộc miền trung nước Pháp.